# Phyllotreta lankana
Phyllotreta lankana es una especie de insecto coleóptero de la familia Chrysomelidae. Fue descrita científicamente en 2004 por Medvedev.